# Adam Zborowski

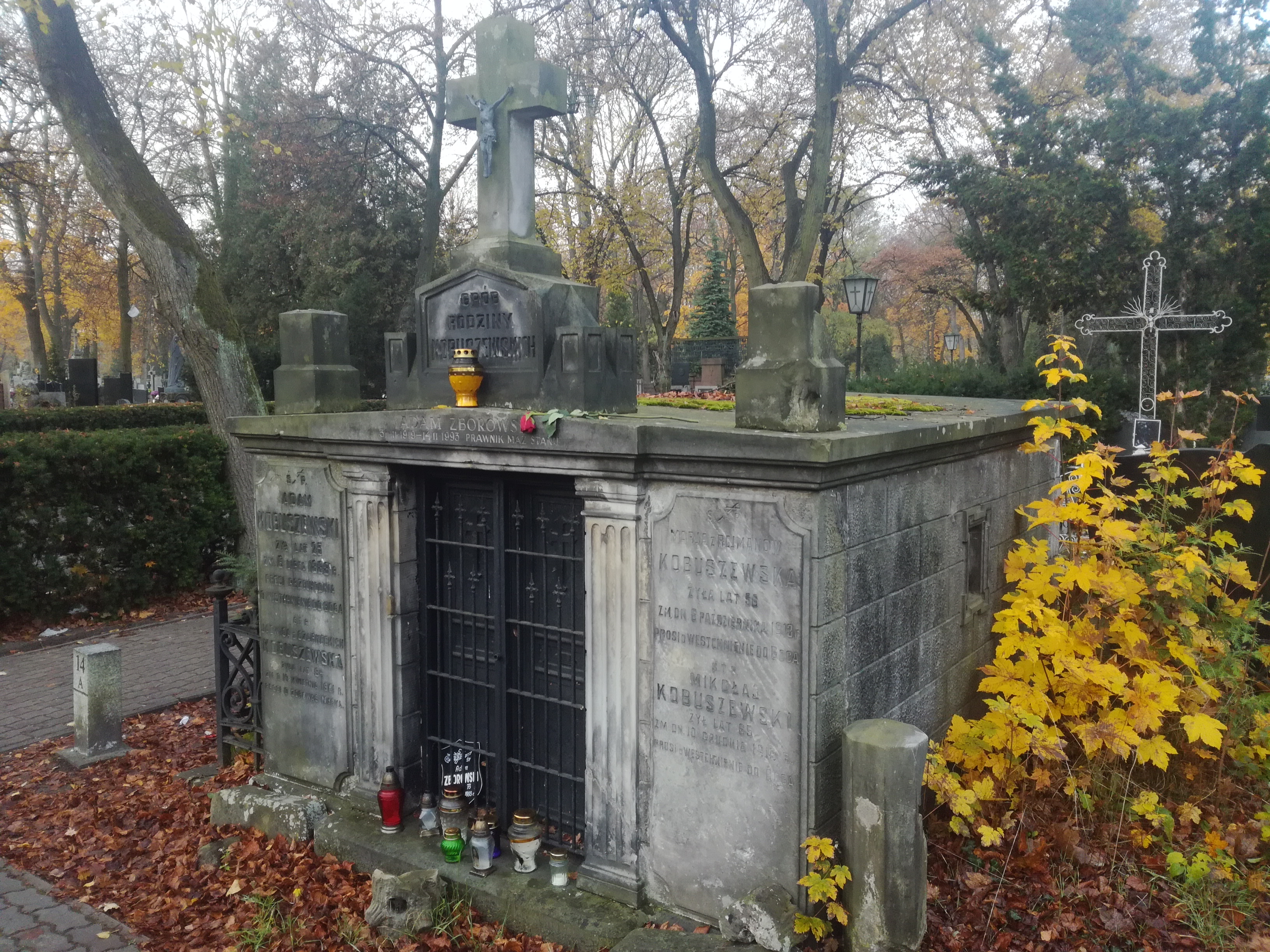
Grób Adama Zborowskiego na cmentarzu Bródnowskim

Adam Zborowski (ur. 31 marca 1919 w Glinianach, zm. 14 lutego 1993 w Warszawie) – polski prawnik, prokurator, wiceminister sprawiedliwości (1971–1978).

## Życiorys
Urodził się w Małopolsce Wschodniej w rodzinie inteligenckiej. W 1937 złożył egzamin maturalny, następnie zaś służył w Wojsku Polskim (1937–1939). Wziął udział w wojnie obronnej Polski. Został ranny i trafił do niewoli niemieckiej (1939–1940). W 1940 zamieszkał w Krakowie, gdzie pracował jako robotnik w warsztatach kolejowych. Podjął działalność w konspiracyjnym Stronnictwie Demokratycznym. W 1945 wstąpił do Ludowego Wojska Polskiego, zajmował się szkoleniem kadry podoficerskiej w 1 Szkolnej Dywizji Piechoty LWP. W 1946 odszedł z wojska i podjął pracę w Biurze Prezydialnym Krajowej Rady Narodowej (był m.in. zastępcą naczelnika wydziału). Rozpoczął studia w Akademii Nauk Politycznych w Warszawie oraz na Wydziale Prawa Uniwersytetu Warszawskiego (1946–1952). Pracował także w kierowanej przez PPR Komisji Specjalnej ds. Walki z Nadużyciami i Szkodnictwem Gospodarczym. W latach 1950–1971 zatrudniony w Prokuraturze Generalnej PRL. W 1966 został prokuratorem PG PRL.
Kontynuował działalność w warszawskiej strukturze Stronnictwa Demokratycznego. Był m.in. członkiem Prezydium i wiceprzewodniczącym Stołecznego Komitetu SD. W latach 1971–1978 pełnił obowiązki wiceministra sprawiedliwości z rekomendacji SD.

## Życie prywatne
Ojciec aktora Wiktora Zborowskiego.
Odznaczony m.in. Krzyżem Kawalerskim Orderu Odrodzenia Polski i Złotym Krzyżem Zasługi. Zmarł w 1993, został pochowany na cmentarzu Bródnowskim (kwatera 14A-1-1/2).